# Westsaimaa
Die Verwaltungsgemeinschaft Westsaimaa (finnisch Länsi-Saimaan seutukunta) ist eine ehemalige Verwaltungsgemeinschaft (seutukunta) der finnischen Landschaft Südkarelien. Sie umfasste den westlichen Teil des Saimaa-Seengebiets. Zum Jahresbeginn 2009 wurde die Verwaltungsgemeinschaft Westsaimaa der Verwaltungsgemeinschaft Lappeenranta angeschlossen.
Zur Verwaltungsgemeinschaft Westsaimaa gehörten die folgenden sechs Städte und Gemeinden:
- Lemi
- Luumäki
- Savitaipale
- Suomenniemi
- Taipalsaari
- Ylämaa